# Kompot
Kompot je slastica od većih komada voća u šećernom sirupu. Sirup je bezalkoholni jasni sok dobiven kuhanjem voća u velikom volumenu vode. Voće za kompot mogu biti: jagode, marelice, breskve, jabuke, ogrozd, višnje i sl. 
Kompot je dio kulinarske kulture zemalja u Srednjoj, Istočnoj i Južnoj Europi, kao što su: Armenija, Azerbajdžan, Bjelorusija, Češka, Ukrajina, Rusija, Poljska, Bugarska, Bosna i Hercegovina, Litva, Latvija, Slovenija, Hrvatska, Makedonija, Srbija, Slovačka i Rumunjska. Kompot je široko korišten način očuvanja voća za zimsku sezonu u Bugarskoj, Bosni i Hercegovini i drugim jugoistočnim zemljama Europe.  
Potrošnja kompota je u opadanju od 1980-ih. U mnogim zemljama, kompot su zamijenili voćni sokovi, bezalkoholna pića i mineralna voda.